# Hydrophoria fuliginosa
Hydrophoria fuliginosa är en tvåvingeart som beskrevs av Robineau-desvoidy 1830. Hydrophoria fuliginosa ingår i släktet Hydrophoria och familjen blomsterflugor.
Artens utbredningsområde är Frankrike. Inga underarter finns listade i Catalogue of Life.